# Leodegundis delle Asturie

Stemma del Regno di Navarra

Leodegundis delle Asturie (prima metà IX secolo) fu una principessa reale delle Asturie vissuta nel IX secolo e regina di Navarra dal 858.

## Origine
Secondo il codice di Roda era la figlia ultimogenita del re delle Asturie Ordoño I e di Munia una nobile di cui non si conoscono gli ascendenti, come confermano le Memorias de las reynas catholicas.

Sia secondo il CHRONICON ALBELDENSE che la Historia Silense Ordoño era figlio del re delle Asturie Ramiro I e della prima moglie del padre, Urraca, una giovane galiziana, come confermano sia le Memorias de las reynas catholicas, che il documento dell'apendices de la España sagrada, Volume 19.

## Biografia
Prima dell'anno 858, come conferma il Versi domna Leodegundia regina, riportato nel codice di Roda, Leogunda venne data in sposa al Re di Pamplona Garcia I di Pamplona, figlio del re di Pamplona Íñigo I Íñiguez, primo re della dinastia degli Íñiguez, come riporta il Codice di Roda, che non nomina la madre, che come riportato nel Libro de Regla del Monastero di Leire (non consultato) era Onneca Velásquez, figlia di Velasco, nobile di Pamplona che il Diccionario de antigüedades del reino de Navarra la cita col nome di Eximina
Alcune fonti riportano che fosse stata la prima moglie di Sancho Garces di Pamplona, infante di Navarra, figlio di Garcia I di Pamplona e fratello del futuro Re di Pamplona, Fortunato Garcés, come riporta lo stesso codice di Roda.

Lo storico francese Louis Barrau-Dihigo sostiene che le fonti della Navarra identificarono la Leodegundis, moglie di Garcia con questa Leodegundis per poter vantare una connessione dinastica con la casa regnante delle Asturie. 

## Figli
La maggior parte delle fonti riporta che non diede alcun figlio a Garcia.

## Ascendenza
|                           |   |                     | Genitori |  |  | Nonni |  |  | Bisnonni                |  |  | Trisnonni           |  |
|                           |   |                     |          |  |  |       |  |  | Bermudo I delle Asturie |  |  | Fruela di Cantabria |  |
|                           |   |                     |          |  |  |       |  |  | Bermudo I delle Asturie |  |  | Fruela di Cantabria |  |
|                           |   | …                   |          |  |  |       |  |  | Bermudo I delle Asturie |  |  |                     |  |
| Ramiro I delle Asturie    |   |                     |          |  |  |       |  |  | Bermudo I delle Asturie |  |  |                     |  |
|                           |   | Ozenda/Numila/Imila | …        |  |  |       |  |  |                         |  |  |                     |  |
|                           |   | Ozenda/Numila/Imila | …        |  |  |       |  |  |                         |  |  |                     |  |
|                           |   | Ozenda/Numila/Imila | …        |  |  |       |  |  |                         |  |  |                     |  |
| Ordoño I delle Asturie    |   | Ozenda/Numila/Imila |          |  |  |       |  |  |                         |  |  |                     |  |
|                           |   | …                   | …        |  |  |       |  |  |                         |  |  |                     |  |
|                           |   | …                   | …        |  |  |       |  |  |                         |  |  |                     |  |
|                           |   | …                   | …        |  |  |       |  |  |                         |  |  |                     |  |
| Urraca                    |   | …                   |          |  |  |       |  |  |                         |  |  |                     |  |
|                           |   | …                   | …        |  |  |       |  |  |                         |  |  |                     |  |
|                           |   | …                   | …        |  |  |       |  |  |                         |  |  |                     |  |
|                           |   | …                   | …        |  |  |       |  |  |                         |  |  |                     |  |
| Leodegundis delle Asturie |   | …                   |          |  |  |       |  |  |                         |  |  |                     |  |
|                           | … | …                   |          |  |  |       |  |  |                         |  |  |                     |  |
|                           | … | …                   |          |  |  |       |  |  |                         |  |  |                     |  |
|                           | … | …                   |          |  |  |       |  |  |                         |  |  |                     |  |
| …                         | … |                     |          |  |  |       |  |  |                         |  |  |                     |  |
|                           |   | …                   | …        |  |  |       |  |  |                         |  |  |                     |  |
|                           |   | …                   | …        |  |  |       |  |  |                         |  |  |                     |  |
|                           |   | …                   | …        |  |  |       |  |  |                         |  |  |                     |  |
| Munia                     |   | …                   |          |  |  |       |  |  |                         |  |  |                     |  |
|                           |   | …                   | …        |  |  |       |  |  |                         |  |  |                     |  |
|                           |   | …                   | …        |  |  |       |  |  |                         |  |  |                     |  |
|                           |   | …                   | …        |  |  |       |  |  |                         |  |  |                     |  |
| …                         |   | …                   |          |  |  |       |  |  |                         |  |  |                     |  |
|                           |   | …                   | …        |  |  |       |  |  |                         |  |  |                     |  |
|                           |   | …                   | …        |  |  |       |  |  |                         |  |  |                     |  |
|                           |   | …                   | …        |  |  |       |  |  |                         |  |  |                     |  |
|                           |   | …                   |          |  |  |       |  |  |                         |  |  |                     |  |